# Казковий вечір
С укр. Казковий вечір («Сказочный вечер») — детская иллюстрированная полноцветная газета, издающаяся в городе Киеве на украинском языке.

## История
Газета была основана в 2000 году в городе Киеве. Первый номер вышел 24 августа 2000 года.

Автор проекта всего издания — Виктор Павлов. Авторами концепции и дизайна газеты были дизайнер Егор Трубников и главный художник Евгений Федосенко. Соавтором концепции и главным редактором с первого дня и поныне является Людмила Суворова.

Издаётся ТОВ «Издательский Дом „Казковий вечір“». Распространяется по всей Украине. Общий тираж за 10 лет (2000—2012) составил свыше 11 миллионов экземпляров.
Газета с самого начала получила статус всеукраинского издания при поддержке телеканала «Интер» и его президента Александра Зинченко.

Рекомендована Украинским Союзом Профессиональных Учителей.
Аудитория читателей — дети от 3-х до 10 лет и их родители. Главная идея газеты — помочь детям войти в мир чтения.

Иллюстрированные сказки, размещённые на страницах газеты (народные, авторские, детские), обрабатываются в соответствии с возрастными особенностями восприятия читателей-детей.
В газету также входят рубрики:
- Веселинка
- Умілі руки (Умелые руки)
- Скринька (Сундучок)
- Пояснючка (Объяснялка)
- Невгамовний пензлик (Неугомонная кисточка)
- Таємниці Всесвіту (Тайны Вселенной)
- Пальчики оближешь
- Острів загадок (Остров загадок)
- Лапи, крила та хвости (Лапы, крылья и хвосты)
- Розважайка (Развлекайка)
- Справжнє диво (Настоящее чудо)
- Планета самостійності (Планета самостоятельности)
- Спортмайданчик (Спортплощадка)
- комиксы, советы психолога, кроссворды, развивающие задания, конкурсы с призами.

## Награды
- 2000 год — «Золотое перо» в области журналистики, номинация «Лучшая газета для детей» (укр. «Найкраща газета для дітей»)[1].
- 2002 год — «Золотое перо» в области журналистики, номинация «Самый авторитетный детский еженедельник Украины» (укр. «Найавторитетніший дитячий тижневик України»).
- 2007 год — Диплом Всеукраинского конкурса на лучшее периодическое издание для детей и юношества (укр. Всеукраїнський конкурс на найкраще періодичне друковане видання для дітей та юнацтва)[2].
- 2012 год — Специальный диплом «За многолетнее служение самой младшей читательской аудитории» Всеукраинского конкурса на лучшее периодическое издание для детей и юношества[2][3].